# كاري هيغينز
كاري هيغينز (بالإنجليزية: Cari Higgins)‏ هي دراجة أمريكية، ولدت في 5 أكتوبر 1976 في بولدر في الولايات المتحدة.

## وصلات خارجية
- كاري هيغينز على موقع الاتحاد الدولي للدراجات (الإنجليزية)
- كاري هيغينز على موقع أرشيف الدراجات (الإنجليزية)
- كاري هيغينز على موقع إحصائيات الدراجات الإحترافية (الإنجليزية)